# Die Umsiedlerin oder Das Leben auf dem Lande
Die Umsiedlerin oder Das Leben auf dem Lande ist ein Schauspiel von Heiner Müller nach Motiven der Erzählung Die Umsiedlerin von Anna Seghers. Müller begann die Arbeit an diesem Stück 1956 und arbeitete es 1961 um. Stofflicher Hintergrund ist die Kollektivierung in der Landwirtschaft der DDR. Das Stück wurde am 30. September 1961 im Rahmen der Internationalen Studenten-Theaterwoche an der Hochschule für Ökonomie in Berlin-Karlshorst uraufgeführt. Regie führte B. K. Tragelehn. Die SED erklärte Stück und Aufführung für konterrevolutionär und belegte das Stück mit einem Aufführungsverbot. Müller wurde aus dem Schriftstellerverband der DDR ausgeschlossen, Tragelehn aus der Partei. 1964 überarbeitete Müller den Text und gab ihm den Titel Die Bauern. Erst 1976 konnte das Stück in der DDR wieder aufgeführt werden.

## Inhalt und künstlerische Gestaltung
In fünfzehn Bildern schildert das Stück die Veränderungen in einem ostdeutschen Dorf durch die Bodenreform und die anschließende Kollektivierung der Landwirtschaft zwischen 1946 und 1960. Es beginnt mit der Aufteilung des Landes im Herbst 1946. Alle Großbauern, die mehr als 100 Hektar Land besaßen, wurden enteignet; der Boden wurde an Landarbeiter, Kleinbauern und Umsiedler verteilt. Mit der Vergabe wurde einerseits die Landarmut bekämpft, von der insbesondere die Umsiedler bedroht waren, und andererseits die Produktion der so dringend benötigten Nahrungsmittel wieder angekurbelt. Die Neubauern erhielten jedoch nur fünf Hektar Land – zu wenig, um auf Dauer selbständig wirtschaften zu können. Die Vergesellschaftung in Landwirtschaftlichen Produktionsgenossenschaften (LPG), die ab 1952 einsetzte, war damit quasi schon vorprogrammiert. „Wenn die Katze aus dem Sack ist, heißt sie Kolchose“, prophezeit eine Figur im Stück. Diese Doppelbödigkeit des historischen Prozesses wird von Müller in ihren tragischen wie auch komischen Aspekten beleuchtet. Inwiefern kann eine kommunistische Politik Erfolg haben, die auf Lügen und falschen Versprechungen aufgebaut ist? „Wälzt sich nicht nur das Rad der Macht weiter, wenn die Massen wieder das Objekt einer Politik der Geheimhaltung bleiben?“
Anfangs wird die Enteignung des Großgrundbesitzers und die Verteilung des Landes von den Dorfbewohnern in Müllers Text als Errungenschaft gefeiert. Doch bald treten neue Konflikte auf: ein Neubauer erhängt sich, weil er das verlangte Abgabesoll nicht erfüllen kann. Die von der Sowjetunion als „Starthilfe“ versprochenen Traktoren kommen zu spät und reichen nicht aus. Nur mit großer Mühe gelingt es dem Parteisekretär und Kleinbauern Flint, die Bauern zur Gründung einer Genossenschaft zu bewegen. Andere – wie der anarchistische Säufer Fondrak – wandern in den Westen ab. Seine Geliebte, die Neubauerin Niet, die von Fondrak schwanger ist, wird ihren Hof allein weiter bewirtschaften.
Trotz aller Rückschläge und Konflikte erreicht Flint schließlich sein Ziel: die Kollektivierung der Landwirtschaft im Dorf ist vollzogen. Flint ist der neue Bürgermeister, nachdem der alte wegen Korruption verhaftet wurde. Der Mittelbauer Treiber versucht, sich der Kollektivierung durch Selbstmord zu entziehen. Als er – noch lebend – vom Strick geschnitten wird, nutzt er sein neues Recht als Angestellter der LPG, indem er sich umgehend krankschreiben lässt.
Mit diesem ins Satirische gewendeten Schluss unterstreicht Müller noch einmal die Doppelbödigkeit des gesamten Vorgangs: die politische Lüge, die der Kollektivierung zugrunde liegt, sowie die Tatsache, dass die neue Produktionsform nicht automatisch den „neuen Menschen“ hervorbringt. Besitzstreben, Egoismus und Korruption sind die realen Gegenspieler des kommunistischen Ideals.
Müllers Stück steht in der Tradition des Brechtschen Lehrstücks, weist jedoch auch turbulente Szenen voller Situationskomik auf, die dem Volkstheater nahe stehen. Wiederkehrende Vanitas-Motive, „sprechende Namen“ und poetische Allegorien verweisen zugleich auf eine Verwandtschaft mit dem barocken Drama. Mit Flint und Fondrak schuf Müller ein Antagonisten-Paar, das den grundlegenden Konflikt des Stückes auf philosophischer Ebene spiegelt: Fortschritt, Planbarkeit, Aufbauwillen und gesellschaftliche Ideale auf der einen, Nihilismus, Vitalität ohne Moral und Asozialität auf der anderen Seite. Fondrak vertritt in Müllers Text die Funktion der Shakespearschen Narren: nämlich die Welt mit dem Blick von unten zu beschreiben und Sand ins Herrschaftsgetriebe zu streuen. Müller stellte den Vorgang der sozialistischen Kollektivierung mit diesen ästhetisch-dramaturgischen Mitteln in einen weitgespannten historischen Kontext.
Die Umsiedlerin ist – bis auf wenige Prosa-Stellen – in frei gehandhabten Blankversen geschrieben, wobei die Spannung zwischen Erfüllung und Durchbrechen des Versmaßes gestisches Material für das Spiel des Schauspielers freisetzt. Das scheinbar spröde Sujet eines „Produktionsstücks“ erfährt durch den Vers eine verfremdende poetische Überhöhung.

## Entstehungsgeschichte
Die Umsiedlerin entstand als Werkauftrag des Deutschen Theaters Berlin. Heiner Müller und der Regisseur B. K. Tragelehn vereinbarten mit dem Chefdramaturgen des Deutschen Theaters, Heinar Kipphardt, dass das Stück zuvor in einer Art „Versuchsinszenierung“ im Studententheater der Hochschule für Ökonomie Karlshorst zur Aufführung kommen konnte. Danach sollte es eine Inszenierung im Deutschen Theater geben.
Zu Beginn der Probenarbeit im Winter 1959/60 lag erst ca. ein Viertel des Gesamttextes vor. B. K. Tragelehn beschreibt den Probenprozess als sehr produktiv, auch weil die Laien-Darsteller des Studententheaters den geeigneten sozialen Erfahrungshorizont für Müllers Stück mitbrachten: „Viele Studenten waren proletarischer oder landproletarischer Herkunft, und sie hatten nicht nur Abitur, sondern vorher schon irgendwo gearbeitet [...]. Die hatten den Einblick, der Berufsschauspielern fehlte.“ Zudem hatte sich das Studententheater schon mit Müller-Texten auseinandergesetzt: Zuvor waren hier Der Lohndrücker und Die Korrektur aufgeführt worden.
Die Erfahrungen, die Regisseur und Autor in der Probenarbeit sammelten, wirkten unmittelbar auf den Schreibprozess zurück: das Stück entwickelte sich mit dem Fortschreiten des Inszenierungsprozesses. Zunächst gab es auch keine Kontrolle der Proben seitens der SED und der FDJ. Heiner Müller berichtet: „Ich schrieb mit dem Gefühl der absoluten Freiheit im Umgang mit dem Material, auch das Politische war nur mehr Material. Es war wie auf einer Insel, es gab keine Kontrolle, keine Diskussion über den Text. Wir haben einfach probiert und ich habe geschrieben. Der Spaß bestand auch darin, dass wir böse Buben waren, die dem Lehrer ins Pult scheißen.“
Durch den Mauerbau im August 1961 veränderte sich jedoch die politische Situation radikal. Auch die Uraufführung im September geriet in den Fokus besonderer Beobachtung. Da Müller nicht willens gewesen war, vor der Premiere den Stücktext aus der Hand zu geben, erschien eine Kommission des Kulturministeriums zur Generalprobe. „Die haben sich das drei Stunden klaglos angesehen. Dann kriegten sie Hunger und gingen was essen. Von da aus berichteten sie an ihren Abteilungsleiter, die Sache sei hart, aber parteilich, die Sache sei zu verkraften.“ Dennoch werden am nächsten Tag Störmaßnahmen gegen die Premiere organisiert. Wie sich Heiner Müller erinnert, arbeiteten die Störer jedoch nicht sehr effektiv, weil sie durch die Anwesenheit des DDR-Filmstars Manfred Krug verwirrt waren: „Er saß vorn in der Mitte, ein Kleiderschrank, und lachte grölend über jeden Witz.“ Die Premiere war ein Erfolg. Noch in der Nacht jedoch wurden die Studenten, die im Stück gespielt hatten, einbestellt und zur Selbstkritik gezwungen. „Der Vorwurf war: konterrevolutionär, antikommunistisch, antihumanistisch, nichts Konkretes.“ Alle Studenten distanzierten sich von Autor und Regisseur und bestätigten die Vorwürfe. Die Parteiführung vermutete eine antisozialistische Verschwörung; sogar die Verhaftung Müllers und Tragelehns wurde erwogen. Tragelehn bekam ein Parteiverfahren, das mit dem Parteiausschluss endete. Sein Vertrag mit dem Theater Senftenberg wurde annulliert und Tragelehn zur „Bewährung in der Produktion“ in einen Braunkohlentagebau strafversetzt. Müller wurde wegen „Nihilismus“ und „Schwarzfärberei“ aus dem Schriftstellerverband ausgeschlossen. Helene Weigel empfahl Müller, Selbstkritik zu üben, diese wurde jedoch von der Kulturabteilung des Zentralkomitees der SED als unzureichend zurückgewiesen.
Es folgten zwei komplizierte Jahre für Müller. Er erhielt in dieser Zeit ideelle und materielle Unterstützung von Peter Hacks, Hanns Eisler, Paul Dessau und Hans Mayer. Auch die Hörspiel-Dramaturgen Gerhard Rentzsch, Alfred Schrader und die inzwischen beim Fernsehen tätige Dramaturgin Christa Vetter unterstützten ihn mit Honoraren für das unter Pseudonym gesendete und mehrfach wiederholte Kriminalhörspiel Der Tod ist kein Geschäft, für Kinderhörspiele nach Aitmatow, Scholochow und Rasch sowie durch bezahlte Exposés für nicht realisierte Fernsehprojekte nach Werken von Poe, Mérimée, O. Henry, Hawthorne, Twain, Hašek und den Originalstoff Myer und sein Mord. Auch bei der DEFA ergaben sich via Chefdramaturg Klaus Wischnewski Gelegenheitsaufträge.
Bis 1973 wurde in der DDR kein Stück des Autors mehr gespielt. Die erste offizielle Wiederaufführung der Umsiedlerin fand am 30. Mai 1976 unter dem Titel Die Bauern an der Berliner Volksbühne statt (Regie: Fritz Marquardt). Unterstützt vom Theaterverband und der Akademie der Künste kam eine komplette 16-mm-Tonfilmdokumentation dieser Aufführung zustande. Erstmals wieder unter dem Originaltitel Die Umsiedlerin oder Das Leben auf dem Lande hatte das Stück im April 1984 mit geführten Gliederfiguren am Puppentheater Neubrandenburg Premiere – Regie: Marion Seerig und Bert Koß, Ausstattung: das Spielerensemble. Diese Inszenierung fand auch im August 1984 zum XIV. UNIMA-Kongress in Dresden, verbunden mit einem nationalen Puppentheaterfestival, überregionale Beachtung. B. K. Tragelehn, der Regisseur der Uraufführung, inszenierte das Stück 1985 noch einmal am Staatsschauspiel Dresden mit dem Bühnenbild von Gabriele Koerbl. Im Januar 2004 kam eine 90-minütige Hörspieladaption des Dramentexts (Funkeinrichtung: Bert Koß und Wolfgang Rindfleisch) beim Mitteldeutschen Rundfunk zur Erstsendung, Regie: Wolfgang Rindfleisch.

## Ausgaben (Auswahl)
- Heiner Müller Werke 3. Die Stücke 1. Hrsg. von Frank Hörnigk. Suhrkamp Verlag Frankfurt am Main 2000, ISBN 3-518-40895-X
- (unter dem Titel Die Bauern): In: Heiner Müller: Stücke. Mit einem Nachwort von Rolf Rohmer. Henschelverlag Berlin (Ost) 1975